# Индийска амадина
Индийска амадина (Lonchura malabarica) е вид птица от семейство Estrildidae.

## Разпространение и местообитание
Разпространен е в Бангладеш, Индия, Иран, Непал, Обединените арабски емирства, Оман, Пакистан и Шри Ланка.